# QVC (France)
Pour la chaîne américaine, voir QVC.
QVC France (acronyme de "Qualité Valeur Confiance", inspiré de l'acronyme Quality Value Convenience en anglais) est une chaîne de télé-achat ayant émis entre 2015 et 2019, version française de la chaîne de télévision américaine QVC.
QVC France est une chaîne de télévision et de commerce par internet, émettant du 1er août 2015 jusqu'au 18 mars 2019 depuis les studios de La Plaine Saint-Denis à Aubervilliers. Elle propose des produits allant de la mode, aux bijoux en passant par les cosmétiques et la maison. Elle est disponible sur Fransat (chaîne 70), sur Canal (canal 77) mais aussi sur différentes box comme sur la Freebox (chaîne 234), sur la Bbox de Bouygues Telecom (canal 230), sur la TV d'Orange (chaîne 205) et sur SFR (chaîne 291) et est diffusée 24 heures sur 24 et 7 jours sur 7 pour 64 heures de direct par semaine. La chaîne doit être accessible pour 13 millions de foyers. Dès 2026, QVC s'installera en Belgique sous le nom de QVC Belgique.

## Histoire
Le 1er août 2015, la chaîne a démarré ses programmes sur les bouquets Fransat. La diffusion sur Free commence quant à elle le 3 août 2015.
Le 26 août 2015, la chaîne a commencé à être diffusée sur le satellite Astra 19.2°E pour les bouquets TV d'Orange.
Le 22 septembre 2015, la chaîne est diffusée sur via les offres Canal.
Le 2 décembre 2015, la chaîne est diffusée sur Bbox. 
Le 13 décembre 2017, la chaîne est diffusée sur SFR.
Le 18 mars 2019, QVC cesse d’émettre chez tous les opérateurs français et diffuse la dernière émission du "Today special value" pour ses adieux en France.
En août 2020, les anciens locaux de QVC France sont repris par le groupe Mediapro pour assurer la diffusion de la nouvelle chaine Téléfoot (disparue le 7 février 2021).

## Programmes
QVC diffuse 24h/24 du télé-achat (avec des émissions en direct du lundi au vendredi de 15 h à 23 h et le week-end de 11 h à 23 h).

## Diffusion

### Satellite en France et en Belgique
Par satellite, QVC est diffusée sur les bouquets Fransat, TNT Sat...

### Par IPTV en France et en Belgique
Par IPTV, QVC est diffusée sur les bouquets Free, TV d'Orange, Bbox, SFR...